# Bimlipatam
Bimlipatam fou un estat tributari protegit del tipus zamindari al districte de Vizagapatam, presidència de Madras avui a Andhra Pradesh. Estava format per 119 pobles amb una població de 106.267 habitants el 1881. La superfície del zamindari era de 546 km².
La capital era Bimlipatam (també Bheemunipatnam o Bhimunipatnam o Bheemili), creada municipalitat el 1861 (la primera a l'Índia continental el 9 de febrer), amb 8582 habitants el 1881 i 44.156 habitants el 2001.
La ciutat fou fundada per Bhima, un dels rages pandaves. Al segle XVII els holandesos hi van establir una factoria que van conservar fins al 1825 quan fou cedida als britànics.